# Tipula exquisita
Tipula exquisita är en tvåvingeart som beskrevs av Alexander 1935. Tipula exquisita ingår i släktet Tipula och familjen storharkrankar. Inga underarter finns listade i Catalogue of Life.